# Château de Wittemberg
 (avril 2021).
La mise en forme du texte ne suit pas les recommandations de Wikipédia : il faut le « wikifier ».
Les points d'amélioration suivants sont les cas les plus fréquents :
- Les titres sont pré-formatés par le logiciel. Ils ne sont ni en capitales, ni en gras.
- Le texte ne doit pas être écrit en capitales (les noms de famille non plus), ni en gras, ni en italique, ni en « petit »…
- Le gras n'est utilisé que pour surligner le titre de l'article dans l'introduction, une seule fois.
- L'italique est rarement utilisé : mots en langue étrangère, titres d'œuvres, noms de bateaux, etc.
- Les citations ne sont pas en italique mais en corps de texte normal. Elles sont entourées par des guillemets français : « et ».
- Les listes à puces sont à éviter, des paragraphes rédigés étant largement préférés. Les tableaux sont à réserver à la présentation de données structurées (résultats, etc.).
- Les appels de note de bas de page (petits chiffres en exposant, introduits par l'outil «  Source ») sont à placer entre la fin de phrase et le point final[comme ça].
- Les liens internes (vers d'autres articles de Wikipédia) sont à choisir avec parcimonie. Créez des liens vers des articles approfondissant le sujet. Les termes génériques sans rapport avec le sujet sont à éviter, ainsi que les répétitions de liens vers un même terme.
- Les liens externes sont à placer uniquement dans une section « Liens externes », à la fin de l'article. Ces liens sont à choisir avec parcimonie suivant les règles définies. Si un lien sert de source à l'article, son insertion dans le texte est à faire par les notes de bas de page.
- La présentation des références doit suivre les conventions bibliographiques. Il est recommandé d'utiliser les modèles {{Ouvrage}}, {{Chapitre}}, {{Article}}, {{Lien web}} et/ou {{Bibliographie}}. Le mode d'édition visuel peut mettre en forme automatiquement les références.
- Insérer une infobox (cadre d'informations à droite) n'est pas obligatoire pour parachever la mise en page.

Pour une aide détaillée, merci de consulter Aide:Wikification.
Si vous pensez que ces points ont été résolus, vous pouvez retirer ce bandeau et améliorer la mise en forme d'un autre article.

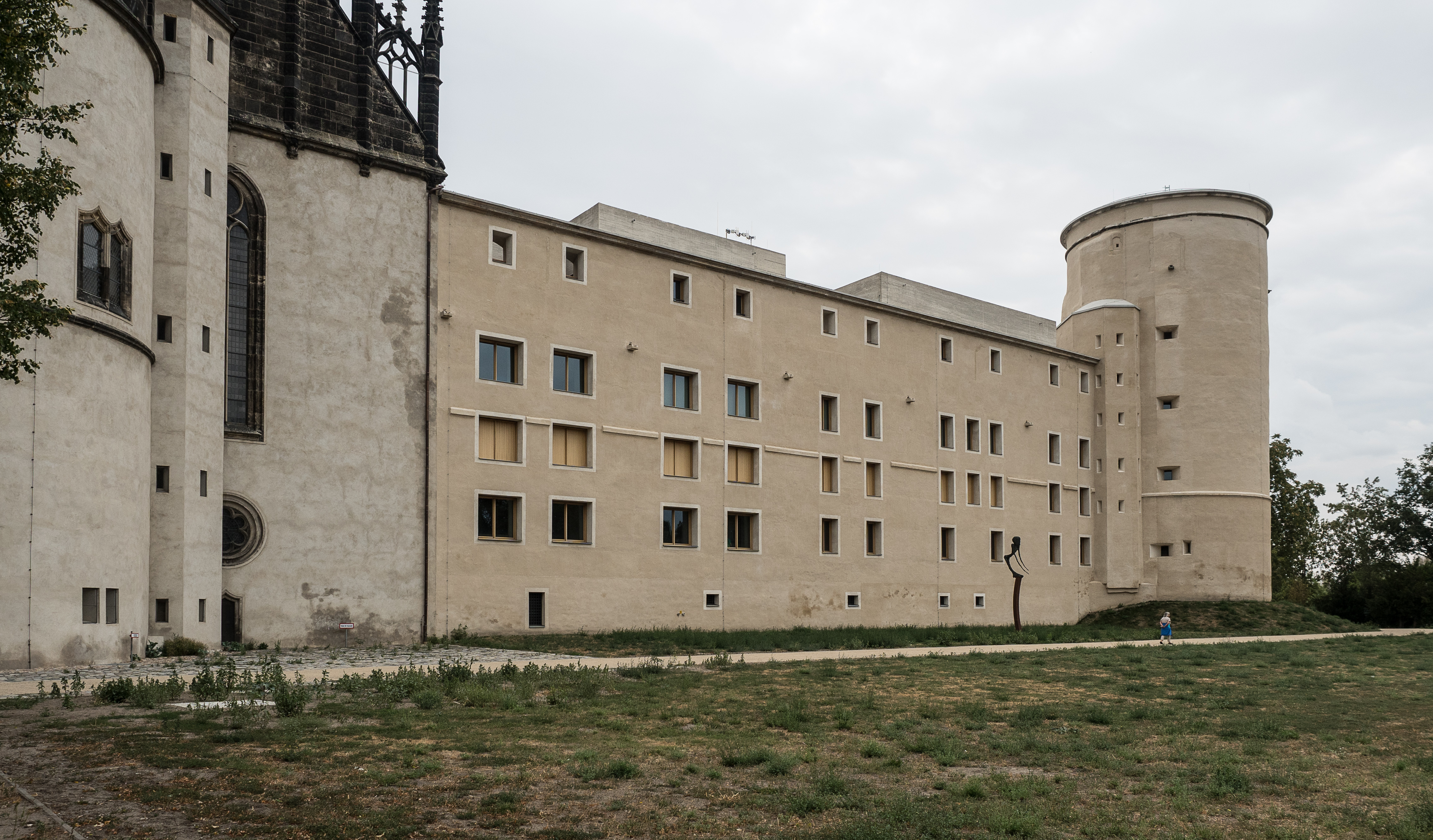
L'église du château et le château de Wittemberg depuis l'ouest après la dernière rénovation (2018)

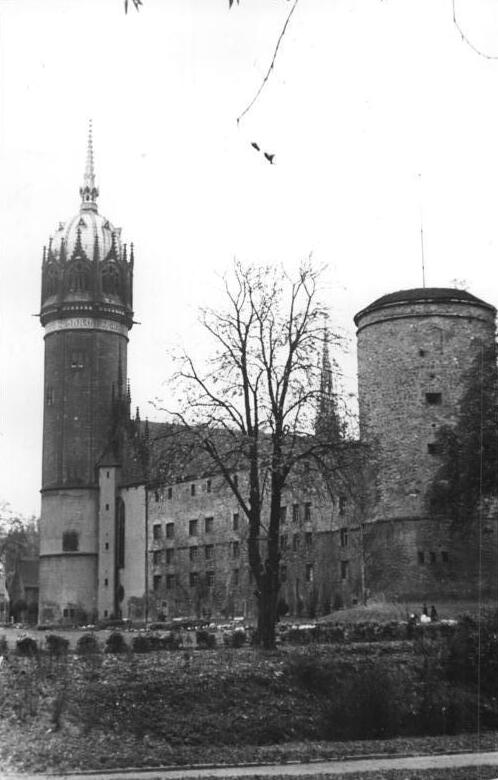
Château-église et château (1952)

Le château de Wittemberg est l'ancienne résidence des princes-électeurs de Saxe . Il a été entièrement reconstruit de 1489 à 1525, où il était l'un des plus beaux châteaux fortifiés du début de la Renaissance en Allemagne. Après les incendies de 1760 et 1814 et la perte d'importance de la ville de Wittemberg à la suite de la guerre de Smalkalde et du congrès de Vienne, il ne reste plus grand-chose de l'ancienne gloire de l'édifice.

## Nouvelle construction du palais résidentiel

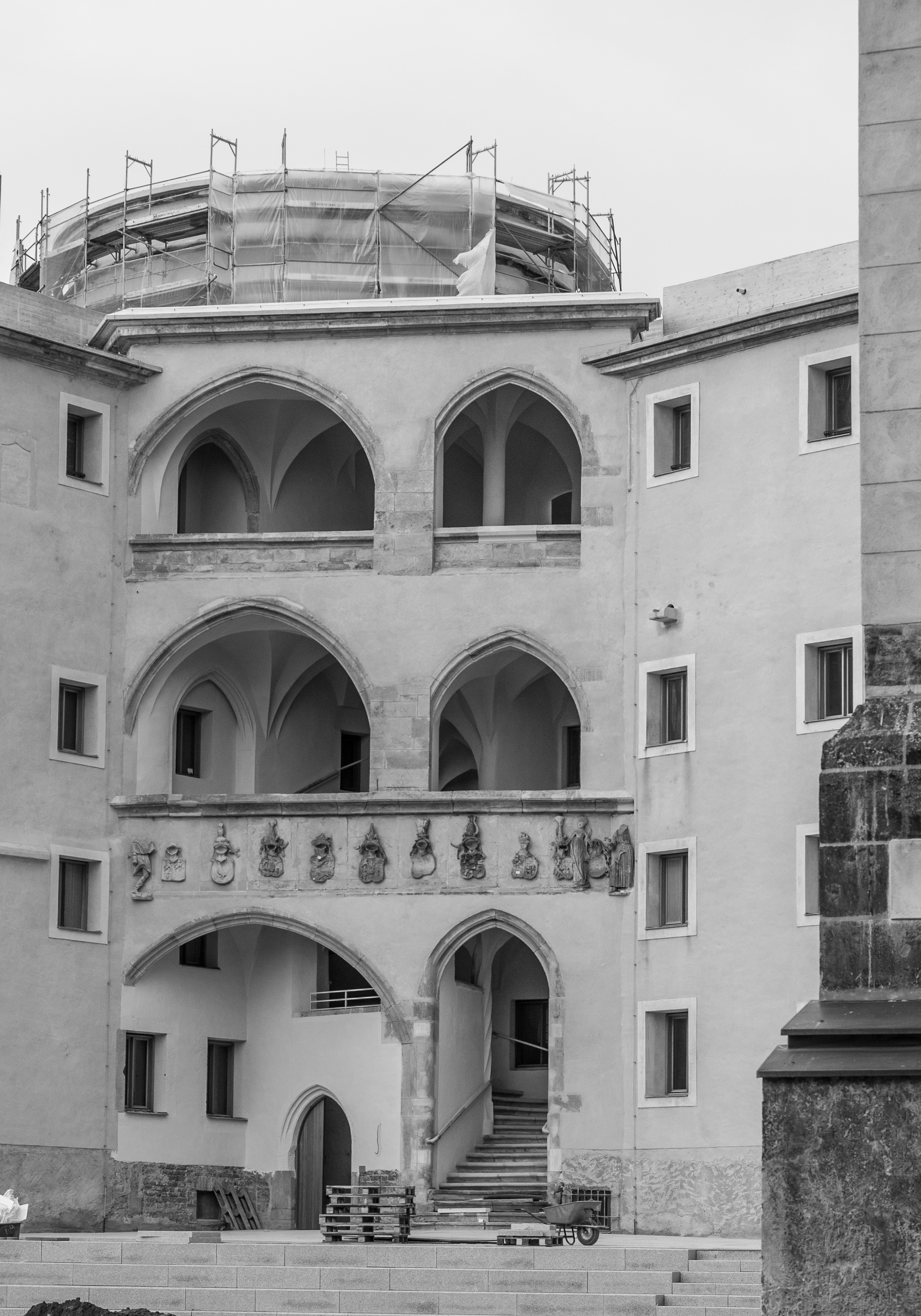
La cage d'escalier sud du château principal avec des voûtes de cellules, qui a été construite par le maître Klaus Kirchner à partir de 1489

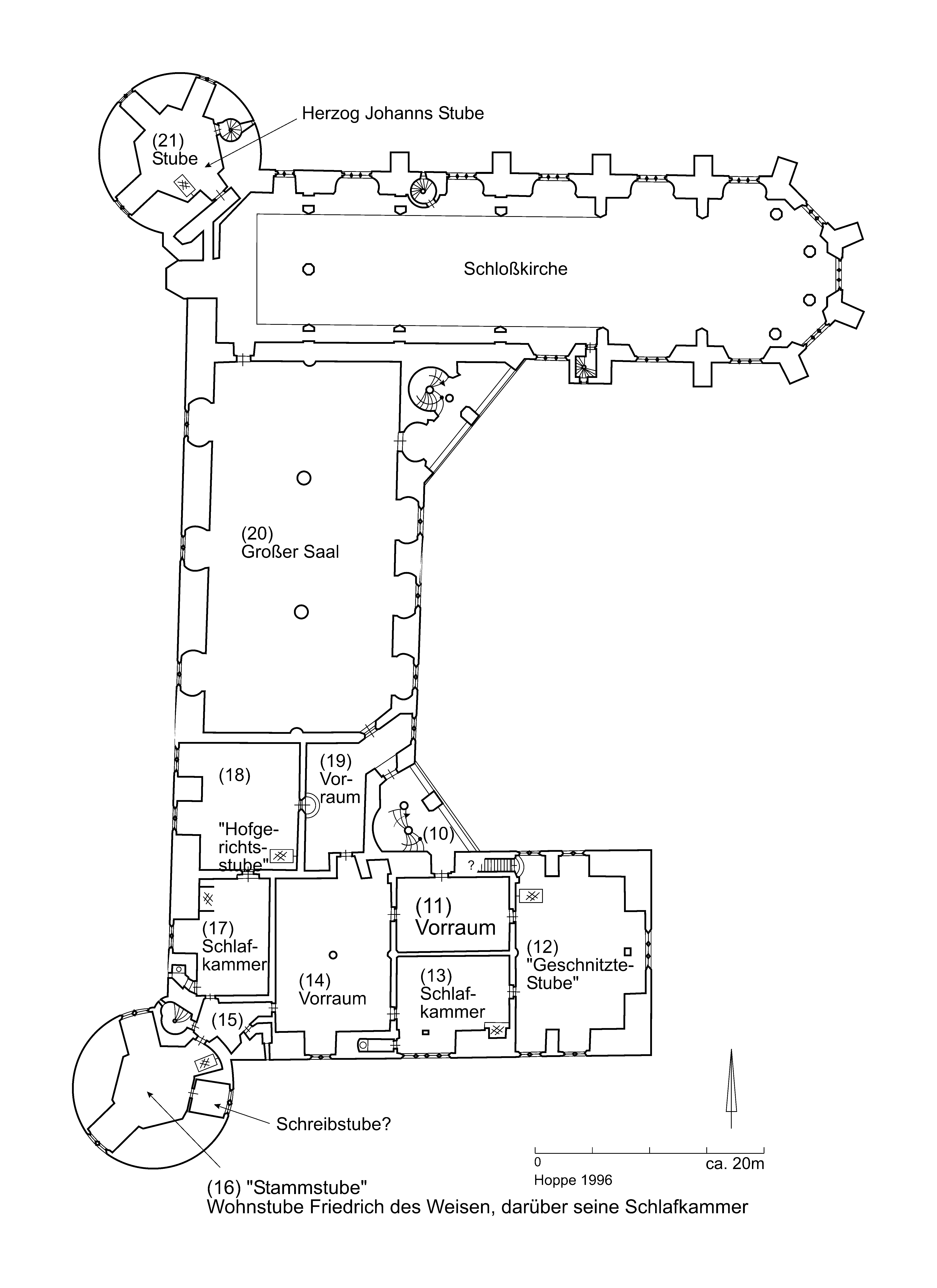
Premier étage. Reconstitution de la structure spatiale fonctionnelle du château de Wittenberg à partir de 1489 (Hoppe 1996)

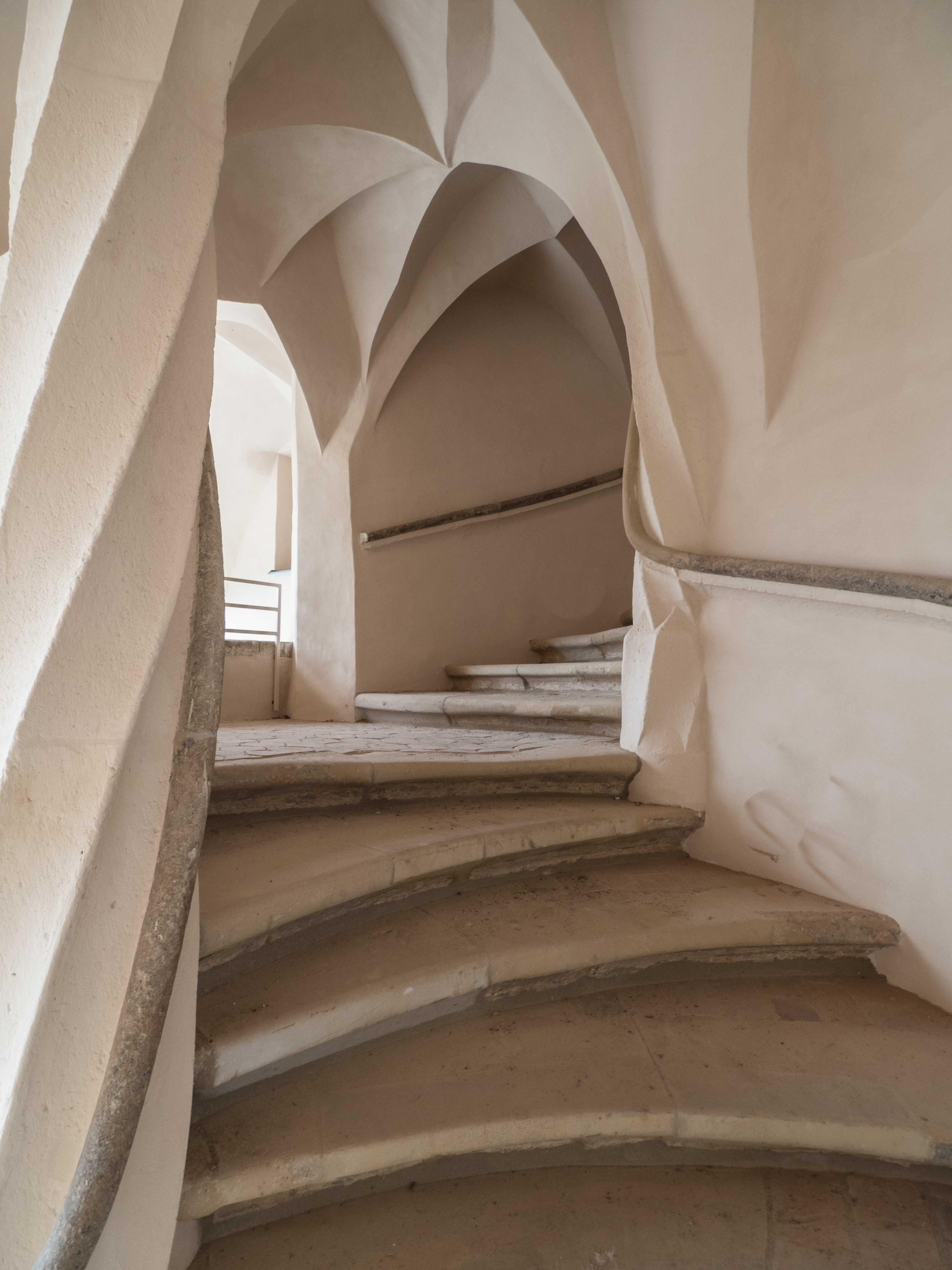
La cage d'escalier sud du château principal avec des voûtes de cellules, qui a été construite par le maître Klaus Kirchner à partir de 1489

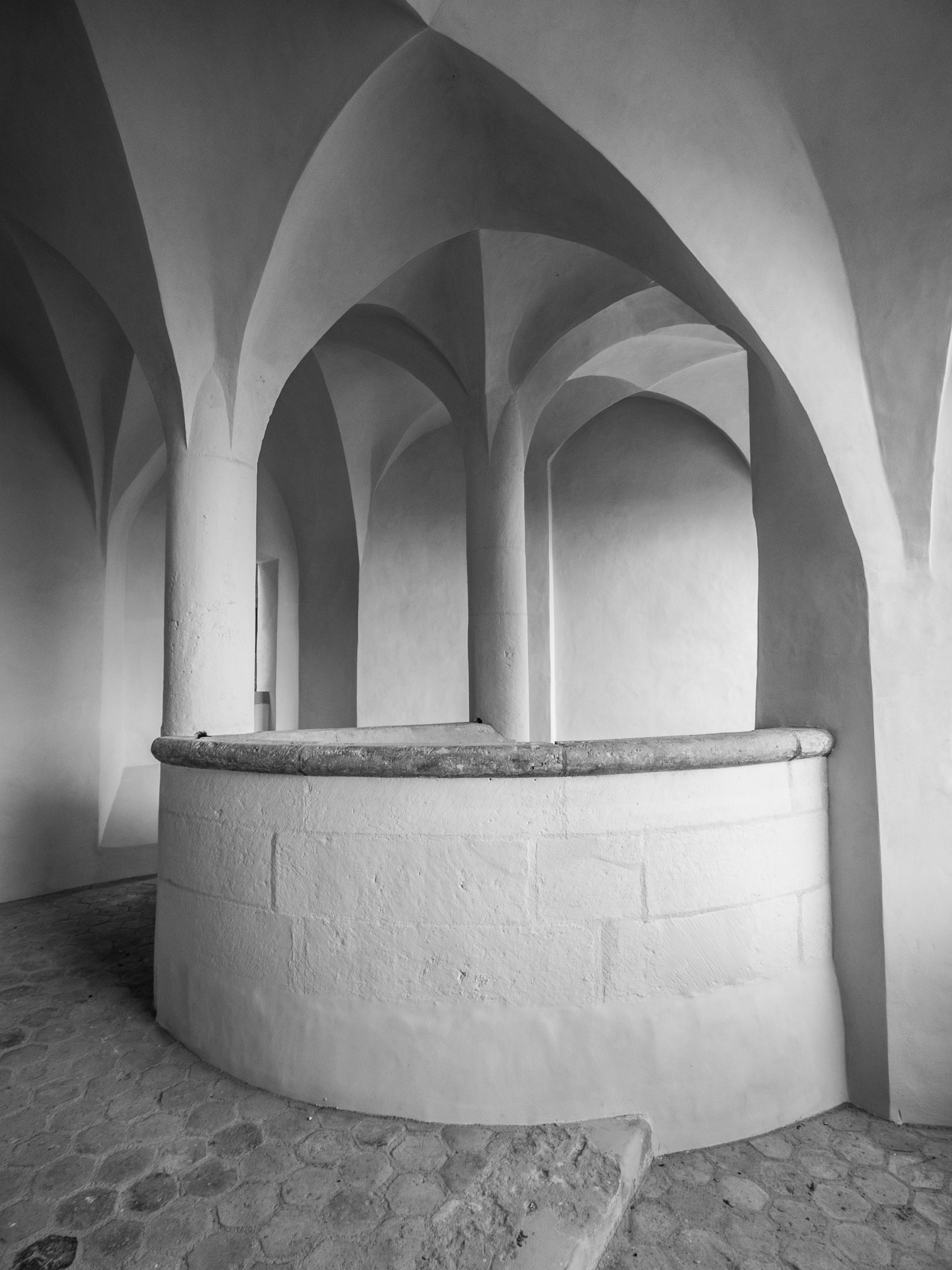
Escalier sud, deuxième étage

L'existence d'un château a été mentionnée pour la première fois dans un document en 1187. Ce château de Wittemberg apparaît dans les documents pour la dernière fois en 1338, car sous le règne du duc ascanien et plus tard premier électeur de Saxe Rudolf Ier est construit un nouveau château ascanien à l'emplacement actuel vers 1340. À partir de ce moment, le château servit de maison officielle aux serviteurs. Il a été démoli en 1489 dans le cadre des travaux de rénovation du palais pour faire place à de nouveaux immeubles de bureaux.
Lorsque Frédéric le Sage est devenu électeur en 1486 après la mort de son père, il a fait construire un palais résidentiel avec un riche mobilier d'art à la place de l'ancien château.
À partir de l'exercice 1489/90, un tout nouveau château central a été construit à la place de l'ancien château à l'angle sud-ouest de la ville en deux phases étroitement liées de la première phase de construction principale. Selon les factures reçues, les ailes sud et ouest du château central ont d'abord été commencées, et ce n'est qu'à partir de 1496 que l' église du château a été ajoutée comme aile nord. La coque vitrée de l'aile résidentielle était déjà achevée en 1495 et, en 1508, les travaux de voûte de l'église du château étaient également terminés. En tant que concepteur et directeur de la construction de la première phase de construction de l'aile sud et ouest, les jeunes chercheurs ont suggéré le maître d'œuvre de la cathédrale de Meissen, Klaus Kirchner, décédé en 1494. De 1493 à 1496, le contremaître Hans von Torgau était chargé de la construction. Konrad Pflüger, qui a ensuite été chargé de la gestion des frais généraux de la construction, ne peut être vérifié à Wittemberg qu'à partir de 1496 et a conçu et construit l'église du château.
Après une longue pause, les travaux ont commencé sur les trois ailes du prétendu pré-château côté est à partir de 1515 environ. Une tour-porte de six étages a été construite près du chœur de l'église du château, à laquelle une aile avec des pièces de vie et de bureau était reliée à l'est. Entre autres, l'appartement de l'huissier était ici. L'aile transversale du pré-château au fond de la cour abritait principalement les écuries, et du côté sud de la cour, l'armurerie y était reliée dans le cadre du pré-château. Une maison basse cuisine avec salle de bain a été construite entre l'armurerie et l'aile sud du château principal. En 1525, les travaux sont en grande partie achevés. Le château de Wittemberg a été complété par cette deuxième phase de construction principale pour former un complexe rectangulaire qui a été reconstruit de tous les côtés, mais les ailes individuelles ont été conçues différemment.

## Perte de sens et destruction
Au cours de son histoire, Wittemberg n'a pas non plus été épargné par les guerres. Dès 1547, pendant la guerre de Smalkalde, les casques des deux tours rondes du château ont été enlevés afin que des canons puissent être stationnés sur les tours. Après la défaite de la Ligue Schmalkaldic, la dignité électorale tombe en 1547 à la lignée albertine des Wettins, dont la résidence principale se trouve à Dresde . Le château perd donc de plus en plus de son importance.

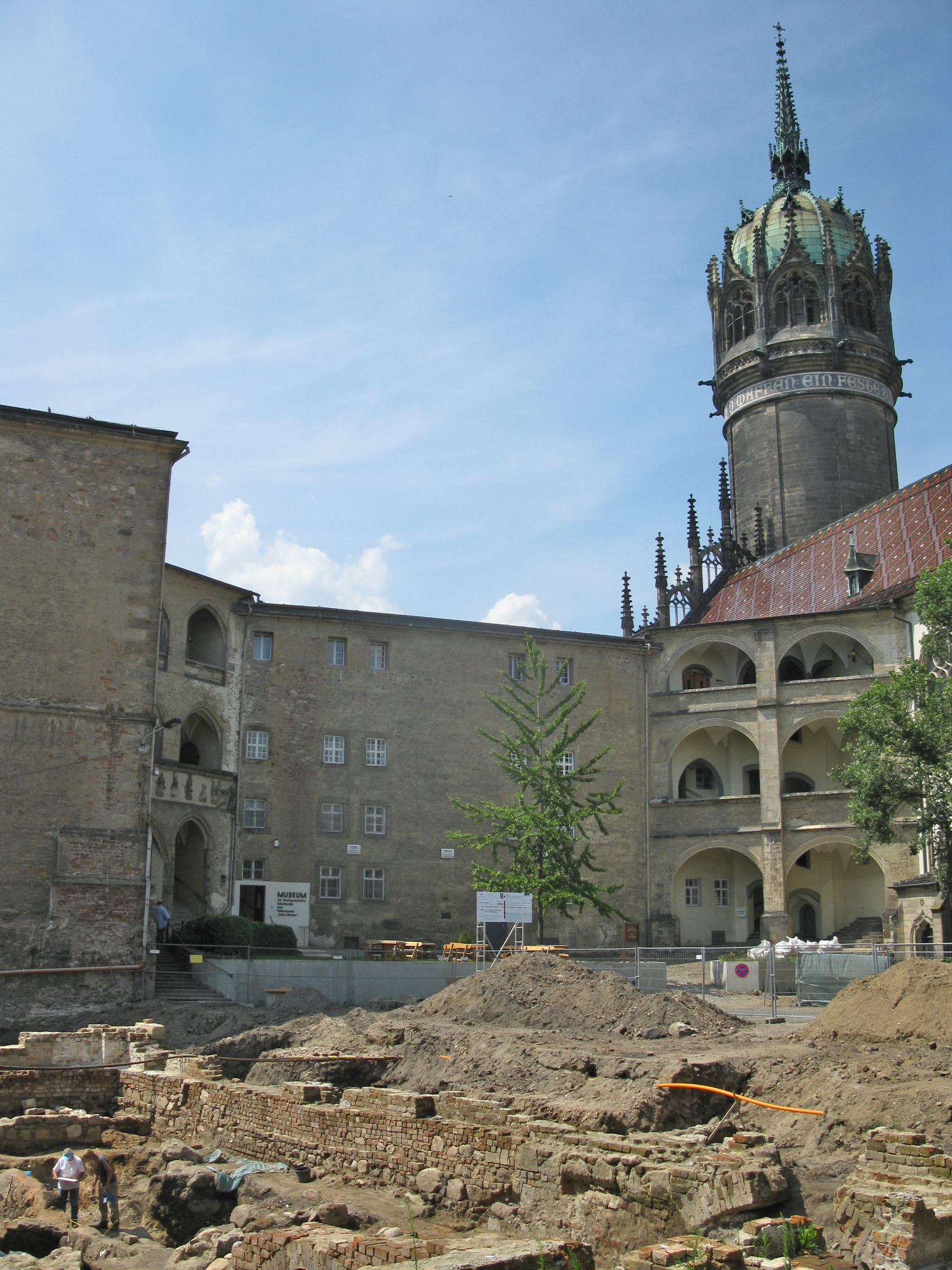
Château, découverte des murs de fondation de l'aile sud (2011)

Pendant la guerre de Sept Ans en 1760, le château et l'église du château brûlent jusqu'aux murs de fondation à la suite des bombardements. Après l'incendie, le château est mal restauré et sert de grenier. La forme extérieure reste en grande partie inchangée.
En 1814, le château est à nouveau victime des flammes lorsque, pendant les guerres de libération, les restes d'unités françaises enfermées à Wittemberg sont abattus par les troupes coalisées et que la ville est conquise à partie du château.
Après l'annexion de Wittemberg à la Prusse en 1815, le château a été remis aux autorités militaires prussiennes, qui l'agrandissent en citadelle. Les voûtes des caves et les divisions au sol sont supprimées, les fenêtres maçonnées. Les insignes artistiques restants sont complètement supprimés. Ainsi, le château autrefois imposant est devenu une caserne.
Le château a été utilisé à des fins civiles depuis la Première Guerre mondiale, il a été utilisé pour les archives de la ville, des appartements et une auberge de jeunesse. De 1949 à 2011, le «Musée d'Histoire Naturelle et d'Ethnologie Julius Riemer » a été installé dans le château.

## Rénovation
De 2013 à 2018, le château a été largement rénové et restauré. Dans le bâtiment principal du château, l'extension de quatre étages de la forteresse prussienne du XIXe siècle en grande partie conservé avec ses couches de poutres massives et une restauration ou une suggestion des pièces majestueuses de 1489 dans l'ancien trois étages a été supprimée. Cependant, les deux cages d'escalier rénovées font toujours référence à l'ancienne division des étages.
Après la rénovation, un centre d'information et de rencontre pour le site du patrimoine mondial de l'UNESCO de l'église du château est situé au rez-de-chaussée du bâtiment principal. Un passage nouvellement créé relie le château à l'église du château. Un concours artistique a été organisé pour concevoir la porte communicante. 
Après la restauration, qui s'est achevée au printemps 2018, la bibliothèque de recherche sur l'histoire de la Réforme se trouve aux étages supérieurs du château central. Avec environ 220 000 livres, c'est l'une des collections les plus importantes au monde sur ce sujet. Il rassemble entre autres les livres et archives du Séminaire des Prêcheurs Evangéliques et de la Fondation Luther Memorials en Saxe-Anhalt . La bibliothèque appartient au séminaire évangélique des prédicateurs de Wittemberg, à la Luther Memorials Foundation en Saxe-Anhalt, à la bibliothèque universitaire de Halle et à la Fondation Leucorea. Le séminaire protestant a des salles d'étude et de bureau ainsi qu'une église d'hiver à l'étage supérieur. La Christian Art Foundation de Wittemberg est également basée dans le château.
L'aile sud du pré-château a été détruite dès 1760. Il a été reconstruit sous la forme d'un nouveau bâtiment en tant que bâtiment résidentiel et communautaire pour les vicaires et les conférenciers du séminaire et achevé en 2016,.
Les architectes berlinois Bruno, Fioretti et Marquez ont reçu le prix allemand d'architecture 2019, le prix le plus important pour les architectes en Allemagne, pour la rénovation, l'agrandissement et la rénovation du château de Wittemberg. Les architectes AADe Atelier for Architecture & Monument Preservation Köthen et DGI Bauwerk Architects Berlin  .